# Tjakkeli

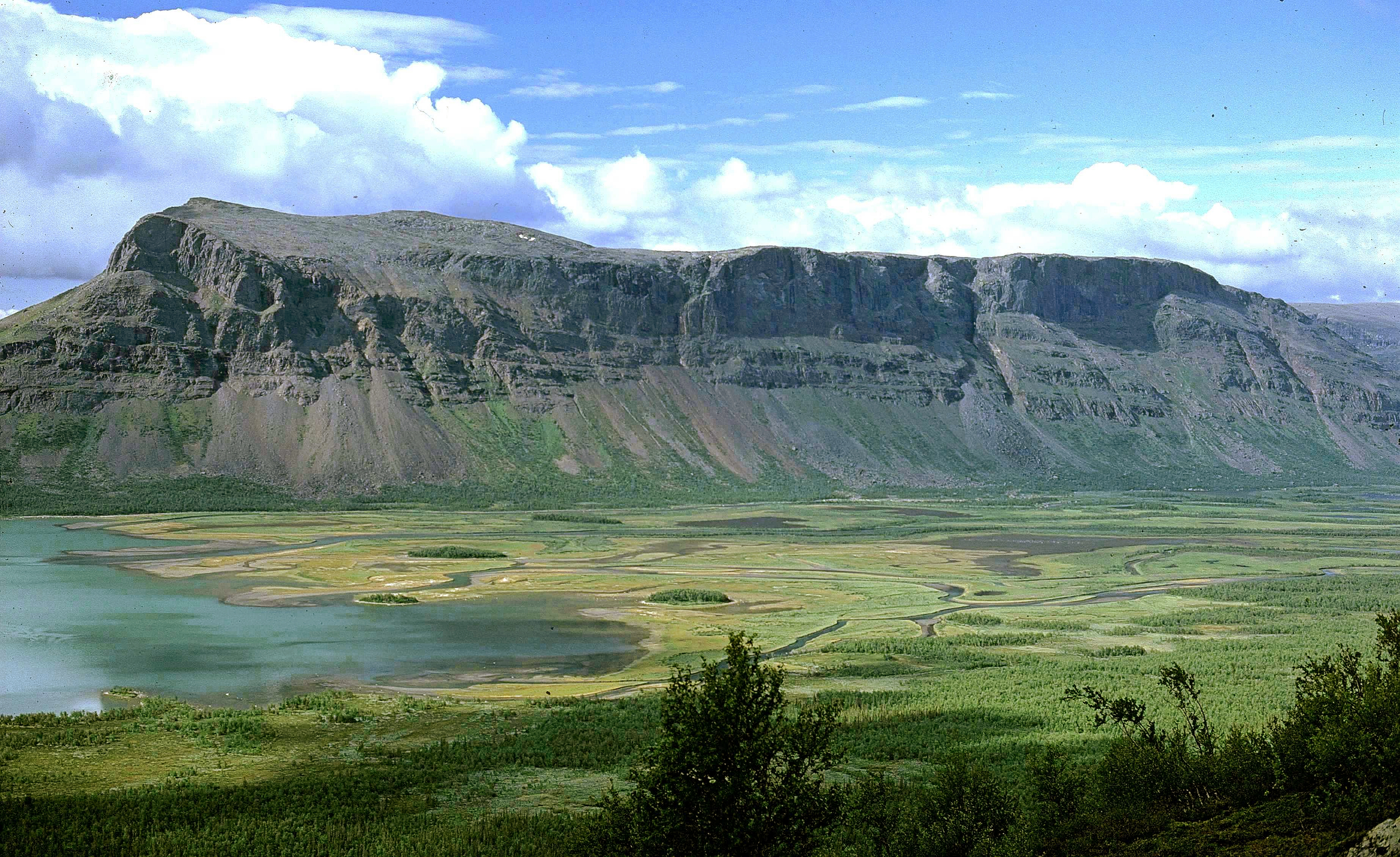
Tjakkeli ligger på den västra sidan av nedre Rapadalen. Sjön Laitaure syns till vänster

Tjakkeli är en bergsrygg i den sydöstra delen av Sarek och avgränsar Laitauredeltat västerut.
Höjden över havet är 1214 meter.